# Donatella Talpo
Donatella Talpo (Roma, 10 luglio 1957) è un'ex nuotatrice italiana.

## Biografia
Nel 1971 ha vinto la medaglia d'oro nei 100 m farfalla ai Giochi del Mediterraneo di Smirne 1971, con il tempo di 1'08"7.
All'età di 15 anni ha partecipato ai Giochi olimpici di Monaco di Baviera 1972, nei 100 m farfalla, uscendo in batteria con il 6º posto e il tempo di 1'08"98, e nella staffetta 4x100 m misti, insieme ad Alessandra Finesso, Patrizia Miserini e Laura Podestà, anche in questo caso uscendo in batteria, 8ª in 4'48"25.
Nel 1975 ha conquistato un'altra medaglia ai Giochi del Mediterraneo, un argento, sempre nei 100 m farfalla, ad Algeri 1975, dove ha chiuso in 1'07"02, dietro alla connazionale Cinzia Rampazzo.
In carriera ha partecipato anche ai primi campionati mondiali di nuoto, quelli di Belgrado 1973 (dove è arrivata in finale nei 100 m farfalla, terminando 7ª in 1'06"35, ma siglando in batteria il record italiano in 1'05"83), e a quelli di Cali 1975, oltre che agli europei di Vienna 1974.

## Palmarès

### Giochi del Mediterraneo
- 2 medaglie:
  - 1 oro (100 m farfalla a Smirne 1971)
  - 1 argento (100 m farfalla ad Algeri 1975)